# Fahrmarke

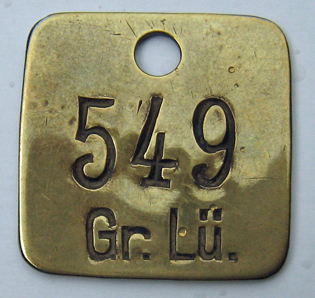
Fahrmarke der Grube Lüderich

Eine Fahrmarke ist eine aus unterschiedlichen Materialien ausgestanzte oder ausgeschnittene Scheibe, die im Bergbau zur Anwesenheits- und Seilfahrtkontrolle diente. Die Fahrmarke war zugleich ein einfaches Mittel, das zur Verbesserung der Arbeitssicherheit diente.

## Grundlagen

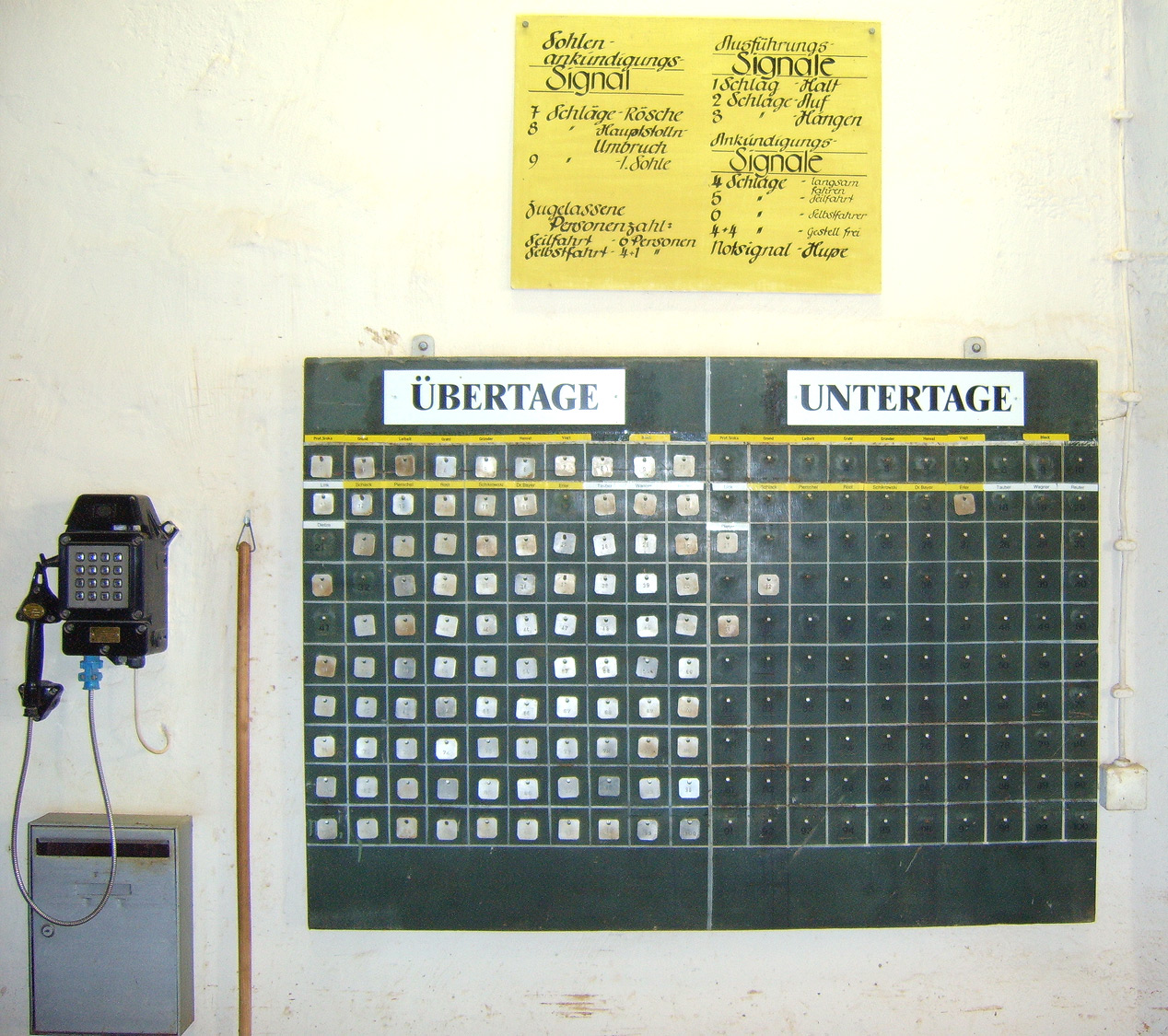
Markenbrett

Damit die Aufsichtspersonen oder die Werksleitung immer einen Überblick darüber hatten, welcher Bergmann sich jeweils zu welcher Zeit unter Tage befand, wurde ein System von unterschiedlichen Marken verwendet. Die Bergleute mussten sich vor der Anfahrt eine Fahrmarke an der Markenkontrolle abholen. Diese Marke gaben sie vor der Einfahrt dem Anschläger über Tage zur Aufbewahrung. Der Anschläger zog über Tage die Fahrmarken auf einen eigens dafür vorgesehenen Drahtring. Nach der Seilfahrt wurden die Fahrmarken mit dem Förderkorb nach unter Tage geschickt. Am Schichtende erhielt jeder Bergmann vom Anschläger unter Tage seine Fahrmarke zurück und gab sie nach der Ausfahrt bei der Markenkontrolle zurück. Damit eine geordnete und reibungslose Ausfahrt ermöglicht war und kein Bergmann benachteiligt wurde, gab der Anschläger die Fahrmarken so an die Bergleute zurück, dass sie in der Reihenfolge ausfahren konnten wie sie eingefahren waren. Dazu musste er nur den Drahtring umdrehen und die Marken entsprechend austeilen. Durch diesen Vorgang hatte man immer einen Überblick darüber, ob alle Bergleute ausgefahren waren. Waren noch Fahrmarken auf dem Drahtring, waren diese Bergleute nicht ausgefahren. Die Fahrmarke diente hierbei zugleich als Schichtmarke. Bei einigen Bergwerken wurde zusätzlich zur Fahrmarke auch noch eine der Schichtzeit entsprechende Schichtmarke ausgegeben, so beispielsweise auf der Zeche Graf Bismarck. Die Fahrmarke wurde beim Anschläger abgegeben und die Schichtmarke am Mann behalten. Beide Marken wurden nach der Ausfahrt wieder an der Markenkontrolle abgegeben.

## Form und Verwendung

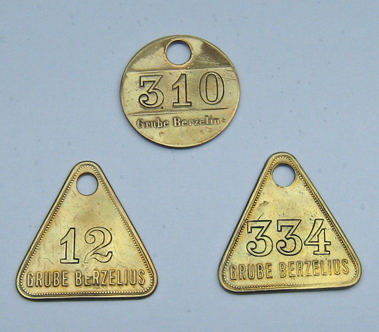
Fahrmarken von der Grube Berzelius

Jeder Bergmann erhielt eine eigene individuelle Fahrmarke, in die seine Markennummer eingestanzt war. Die Fahrmarken der jeweiligen Schichten waren unterschiedlich geformt. Als Material wurde oftmals dünnes Messingblech verwendet. Bei einigen Bergwerken bestanden die Fahrmarken aus Kunststoffplättchen. Diese Marken waren rechteckig geformt und hatten, je nach Schicht, eine unterschiedliche Färbung. Bei anderen Bergwerken unterschieden sich die Fahrmarken durch ihre Form, für die Frühschicht wurde eine runde Fahrmarke, für die Mittagschicht eine quadratische Fahrmarke und für die Nachtschicht eine dreieckige Fahrmarke verwendet. Es gab hierbei jedoch regionale Unterschiede bei der Form der Fahr- und Schichtmarken. Auf der Zeche Graf Bismarck zum Beispiel waren die Schichtmarken rund, sechseckig, achteckig oder quadratisch geformt, die Fahrmarke war generell dreieckig geformt.